# Эксбибайт
Эксбибайт (русское обозначение: ЭиБ; международное: EiB) — единица измерения количества информации, равная 260 (10246) байт.
Единица была создана Международной электротехнической комиссией (МЭК) в 1998 году, была принята для использования всеми основными организациями по стандартизации и является частью Международной системы единиц.

## Описание
Эксбибайт был разработан, чтобы заменить термин эксабайт в тех областях информатики, в которых  он означал величину в 260 байт, что противоречит определению СИ для префикса экса- (1018 = 
1 000 000 000 000 000 000, квинтиллион).
Эксбибайт (10246 байт) больше эксабайта (10006 байт) на 152 921 504 606 846 976 байт (более чем на 152 петабайта или 135 пебибайт), и, соответственно, на 15,29 %.

### Определение
1 эксбибайт (ЭиБ) = 260 байт = 1 152 921 504 606 846 976 байт
В соответствии с этим определением, а также определением зебибайта (ЗиБ) как 270 байт, получается
1024 эксбибайта = 1 зебибайт
Префикс эксби- получен из словослияния слов экса и бинарный, указывая на его происхождение в близости к значению префикса СИ экса- (1018 = 1 000 000 000 000 000 000, квинтиллион). Хотя префикс СИ записывается строчными буквами (экса- или э), все двоичные префиксы МЭК начинаются с заглавной буквы (КиБ, МиБ, ГиБ, ТиБ и т. д.).